# Chaux-des-Crotenay
Pour les articles homonymes, voir Chaux.
Chaux-des-Crotenay est une commune française située dans le département du Jura, la région culturelle et historique de Franche-Comté et la région administrative Bourgogne-Franche-Comté. 
Elle fait partie de la communauté de communes Champagnole Nozeroy Jura.

## Géographie
Ce point de passage permet de relier Champagnole à Genève.
Cette ancienne voie romaine a laissé place à la route nationale N5.

### Communes limitrophes

Panorama de Chaux-des-Crotenay, depuis le belvédère du Rachet, au sud du village.

### Climat
Pour des articles plus généraux, voir Climat de la Bourgogne-Franche-Comté et Climat du département du Jura.
En 2010, le climat de la commune est de type climat de montagne, selon une étude du Centre national de la recherche scientifique s'appuyant sur une série de données couvrant la période 1971-2000. En 2020, Météo-France publie une typologie des climats de la France métropolitaine dans laquelle la commune est exposée à un climat de montagne ou de marges de montagne et est dans la région climatique Jura, caractérisée par une forte pluviométrie en toutes saisons (1 000 à 1 500 mm/an), des hivers rigoureux et un ensoleillement médiocre.
Pour la période 1971-2000, la température annuelle moyenne est de 8,2 °C, avec une amplitude thermique annuelle de 16,6 °C. Le cumul annuel moyen de précipitations est de 1 746 mm, avec 14,1 jours de précipitations en janvier et 10,7 jours en juillet. Pour la période 1991-2020, la température moyenne annuelle observée sur la station météorologique de Météo-France la plus proche, « Champagnole », sur la commune de Champagnole à 11 km à vol d'oiseau, est de 9,4 °C et le cumul annuel moyen de précipitations est de 1 573,2 mm. 
La température maximale relevée sur cette station est de 37,5 °C, atteinte le 24 juillet 2019 ; la température minimale est de −23,5 °C, atteinte le 24 décembre 2001,,.
Les paramètres climatiques de la commune ont été estimés pour le milieu du siècle (2041-2070) selon différents scénarios d'émission de gaz à effet de serre à partir des nouvelles projections climatiques de référence DRIAS-2020. Ils sont consultables sur un site dédié publié par Météo-France en novembre 2022.

## Urbanisme

### Typologie
Au 1er janvier 2024, Chaux-des-Crotenay est catégorisée commune rurale à habitat dispersé, selon la nouvelle grille communale de densité à sept niveaux définie par l'Insee en 2022.
Elle est située hors unité urbaine et hors attraction des villes,.

### Occupation des sols
L'occupation des sols de la commune, telle qu'elle ressort de la base de données européenne d’occupation biophysique des sols Corine Land Cover (CLC), est marquée par l'importance des forêts et milieux semi-naturels (58,5 % en 2018), une proportion sensiblement équivalente à celle de 1990 (59 %). La répartition détaillée en 2018 est la suivante : 
forêts (58,5 %), prairies (19,7 %), zones agricoles hétérogènes (9 %), terres arables (7,9 %), zones urbanisées (4,9 %). L'évolution de l’occupation des sols de la commune et de ses infrastructures peut être observée sur les différentes représentations cartographiques du territoire : la carte de Cassini (XVIIIe siècle), la carte d'état-major (1820-1866) et les cartes ou photos aériennes de l'IGN pour la période actuelle (1950 à aujourd'hui).

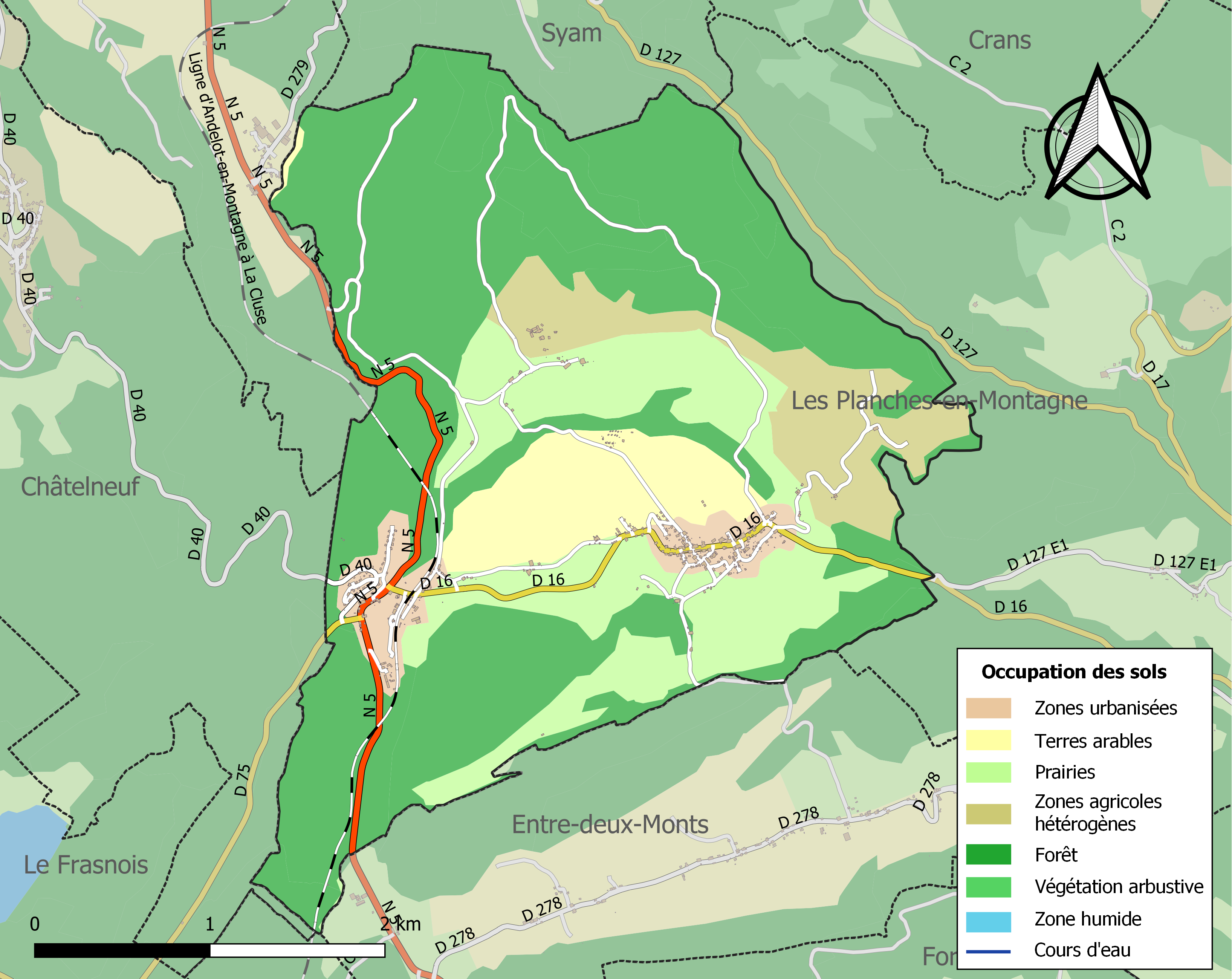
Carte des infrastructures et de l'occupation des sols de la commune en 2018 (CLC).

## Toponymie
Le nom de Chaux proviendrait selon les linguistes Albert Dauzat et Charles Rostaing du bas latin calmis, signifiant « hauteur dénudée » basé sur un thème pré-celtique *kal- pouvant avoir les sens de « pierre, rocher, hauteur dénudée », alors que le toponymiste Ernest Nègre donne au terme d'oïl chaux, issu du bas latin calmis, le sens de « terre inculte ». Le toponyme "Chaux" est commun et répandu dans le massif du Jura, confère Chaux-Neuve (Doubs), La Chaux (Doubs), Chaux-des-Prés (Jura), La Chaux-du-Dombief (Jura), ou La Chaux-de-Fonds (Suisse).

## Histoire

### Hypothèse sur la localisation du siège d'Alésia
L'archiviste André Berthier a proposé, en 1962, après une recherche par « portrait robot », de situer le lieu de la bataille d'Alésia à Chaux-des-Crotenay. Le site de Chaux-des-Crotenay en tant qu'Alésia est notamment défendu par le journaliste Franck Ferrand, l'homme politique Jean-Luc Mélenchon, et certaines associations comme ArchéoJuraSites (ex A.L.E.S.I.A) créée par André Berthier et l'association AAB/CEDAJ, créée par Danielle Porte. Cette hypothèse, en contradiction avec les vestiges archéologiques, est largement rejetée par la communauté scientifique.

## Politique et administration
| Période   | Période   | Identité           | Étiquette | Qualité  |
| --------- | --------- | ------------------ | --------- | -------- |
| mars 2001 | mars 2014 | Philippe Delavenne |           |          |
| mars 2014 | 2020      | Daniel Vionnet     | DVD       | Retraité |
| 2020      | En cours  | Monique Fantini    |           |          |

## Démographie
L'évolution du nombre d'habitants est connue à travers les recensements de la population effectués dans la commune depuis 1793. Pour les communes de moins de 10 000 habitants, une enquête de recensement portant sur toute la population est réalisée tous les cinq ans, les populations de référence des années intermédiaires étant quant à elles estimées par interpolation ou extrapolation. Pour la commune, le premier recensement exhaustif entrant dans le cadre du nouveau dispositif a été réalisé en 2008.

En 2022, la commune comptait 401 habitants, en évolution de −1,23 % par rapport à 2016 (Jura : −0,81 %, France hors Mayotte : +2,11 %).
| 1793 | 1800 | 1806 | 1821 | 1831 | 1836 | 1841 | 1846 | 1851 |
| ---- | ---- | ---- | ---- | ---- | ---- | ---- | ---- | ---- |
| 545  | 522  | 560  | 597  | 623  | 590  | 565  | 562  | 570  |

| 1856 | 1861 | 1866 | 1872 | 1876 | 1881 | 1886 | 1891 | 1896 |
| ---- | ---- | ---- | ---- | ---- | ---- | ---- | ---- | ---- |
| 540  | 552  | 568  | 502  | 550  | 551  | 503  | 552  | 523  |

| 1901 | 1906 | 1911 | 1921 | 1926 | 1931 | 1936 | 1946 | 1954 |
| ---- | ---- | ---- | ---- | ---- | ---- | ---- | ---- | ---- |
| 505  | 519  | 496  | 403  | 455  | 453  | 472  | 449  | 487  |

| 1962 | 1968 | 1975 | 1982 | 1990 | 1999 | 2006 | 2008 | 2013 |
| ---- | ---- | ---- | ---- | ---- | ---- | ---- | ---- | ---- |
| 468  | 454  | 418  | 394  | 362  | 375  | 402  | 410  | 412  |

| 2018 | 2022 | - | - | - | - | - | - | - |
| ---- | ---- | - | - | - | - | - | - | - |
| 402  | 401  | - | - | - | - | - | - | - |

## Vie culturelle et associative
L'association ArchéoJuraSites a pour but l'identification, le repérage, la mémoire et la valorisation des vestiges archéologiques de Chaux-des-Crotenay et des communes des environs. L'association a son siège et est installée dans l'immeuble de l'ancienne poste de Chaux-des-Crotenay (mise à disposition par la municipalité et remise en état grâce à des subventions de la communauté de communes Champagnole Porte du Haut Jura). Une exposition permanente y est installée (Espace André Berthier). On peut y voir une maquette topographique du site de Syam-Cornu d'après les cartes IGN, accompagnée des représentations des théories d'André Berthier sur la recherche du site par "portrait-robot". ArchéoJuraSites publie un Bulletin annuel et de nombreux ouvrages et organise régulièrement des visites de terrain (vestiges anthropiques, château de Chaux...).
La compagnie de cirque Les Rois Vagabonds est basée à Chaux-des-Crotenay depuis sa création en 2008. Dès 2010 le spectacle " Concerto pour deux clowns " est en tournée et reçoit en 2013 le Prix du public Avignon Off dans la catégorie Cirque/Clown. A l'été 2022 Les Rois Vagabonds présentent le spectacle pendant un mois dans le cadre de leur projet "Le Grand Théâtre Éphémère" et accueillent plus de 5000 personnes sous leur chapiteau implanté à Chaux-des-Crotenay.

## Culture locale et patrimoine

### Lieux et monuments

#### Patrimoine médiéval

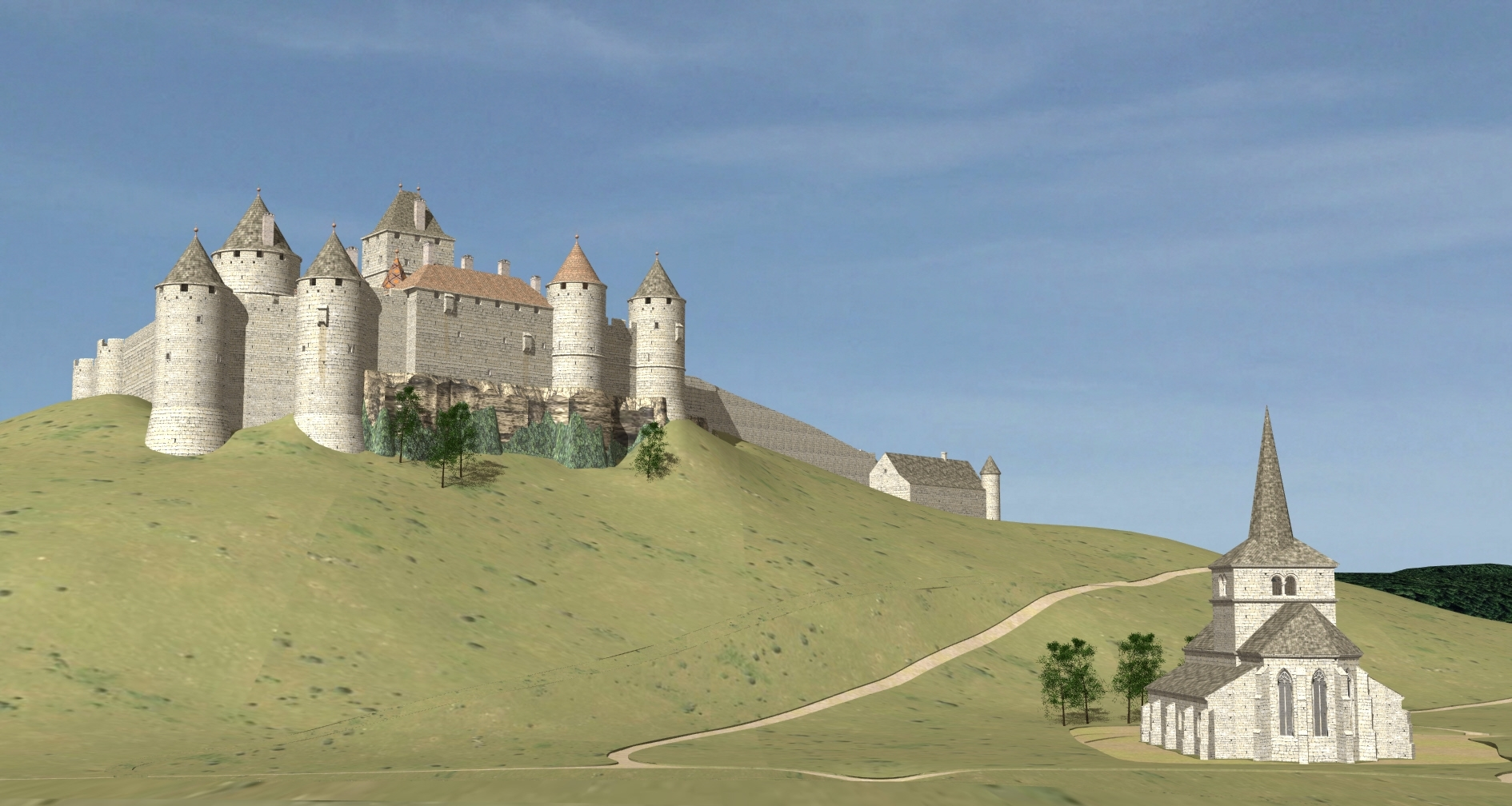
Proposition de restitution numérique du château de Chaux au XVe siècle, basée sur le relevé des fouilles de 2010 à 2015. Vue de l'est.

Château des Mottes, : ruines de l’ancien château médiéval
Dès 2006, le château médiéval du Champ des Mottes à Chaux-des-Crotenay s'est révélé être un site particulier dans le paysage castral franc-comtois. Lancée par ArchéoJuraSites en 2010, une opération de fouille archéologique pluriannuelle autorisée et financée par les fonds propres de l'association, a été dirigée par l’archéologue Stéphane Guyot de 2011 à 2016. Le château du Champ-des-Mottes est situé sur un rebord rocheux du deuxième plateau du massif jurassien, à l’altitude de 808 m, en surplomb de l'église classée Monument Historique. La plateforme sur laquelle il s’élève est entièrement construite à l’époque moderne, le château au nord et le bourg au sud semble-t-il. Avant un quadruple accroissement engendré par l'activité et les besoins de surface, la date de sa construction n'est pas connue précisément même si certains auteurs l'identifient postérieure à 1186, date à laquelle Simon de Commercy qui détenait le château de Montrivel fit construire celui de Château-Villain. À l'instar de cette indigence, l'histoire architecturale du monument n'est pas restituable et demande un travail de recherche non négligeable dans les sources écrites. Seul le démantèlement est organisé en 1691 par les gens de Foncine qui exécutent l'ordre de Louis XIV.
Plusieurs structures découvertes lors des fouilles de 2011 à 2016 sont inédites dans la région. Ainsi les piles d’un pont au tracé courbe ont été mises au jour. La porterie étudiée en détail lors de l'opération 2015 montre de même une physionomie unique avec un pont levis à basculement interne par l’arrière, et défendu par deux tourelles en encorbellement sur cul de lampe.
Lors des fouilles, de très nombreux morceaux de tuiles vernissées, un nombre incalculable de clous divers, de nombreuses monnaies des XVIe & XVIIe siècles frappées à Dole ainsi que deux petits boulets de couleuvrine ont été mis au jour, notamment.
À la suite de ces investigations, le château de Chaux-des-Crotenay est désormais considéré comme un site de référence en contexte castral.

#### Autres
- Église Sainte-Marguerite (XVe siècle-XVIIe-XVIIIe s), classée MH depuis 1992[30];
- Ancienne fonderie (XVIIIe-XIXe s), puis scierie, au lieu-dit « le Pont de la Chaux », inscrite à l'IGPC depuis 1997[31];
- Fromagerie (XIXe siècle), Grande Rue, inscrite à l'IGPC depuis 1997[32];
- Gare (XIXe siècle), au lieu-dit « le Pont de la Chaux », inscrite à l'IGPC depuis 2004[33];
- Ponts ferroviaires (XIXe), sur la RN5, au lieu-dit "les Belettes", inscrits à l'IGPC depuis 2004[34];
- Viaduc de la Renvoise et tunnel ferroviaire (XIXe siècle), dit souterrain des Belettes, au lieu-dit "les Belettes", inscrits à l'IGPC depuis 2004[35].

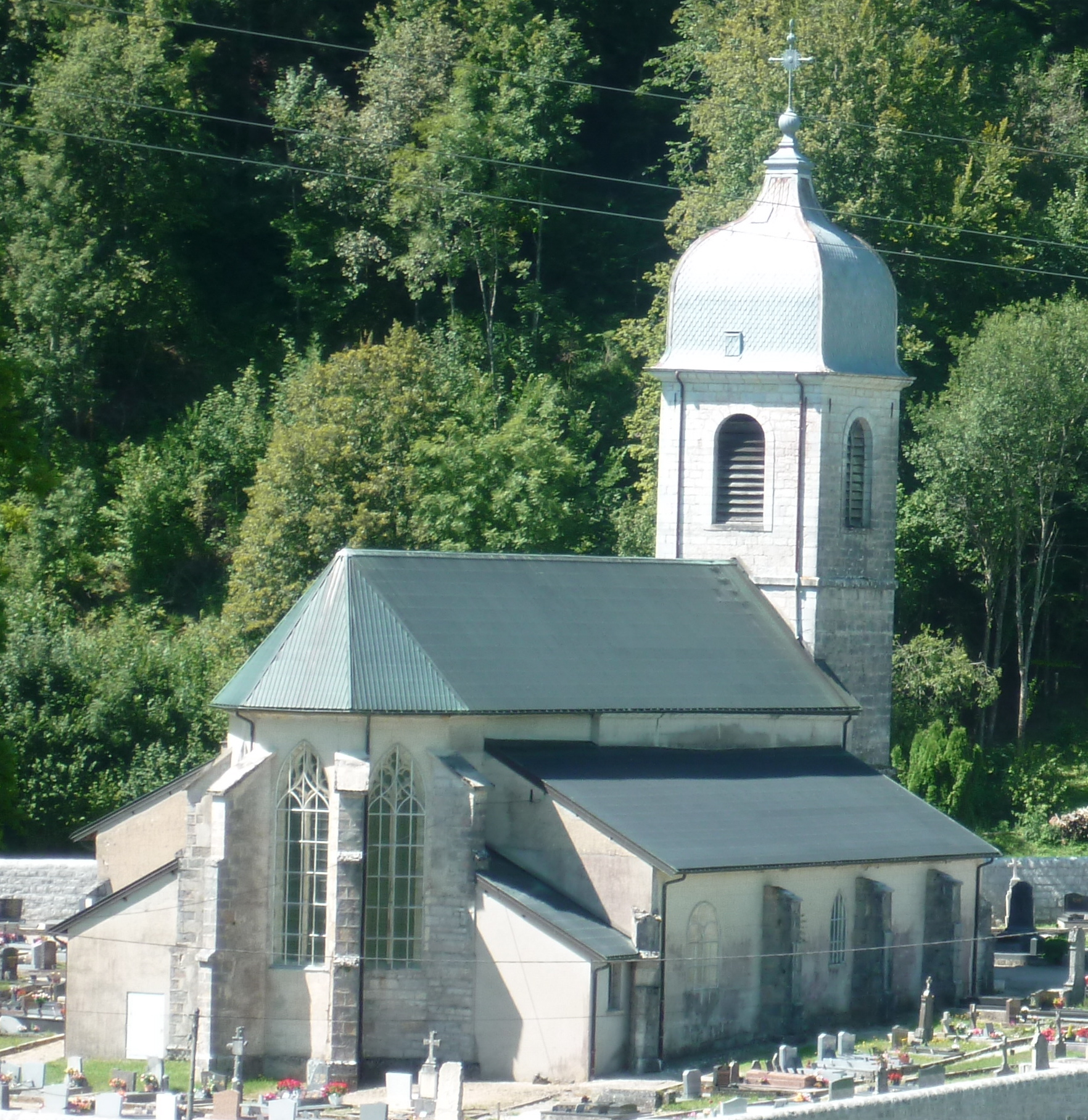
Église Sainte-Marguerite.
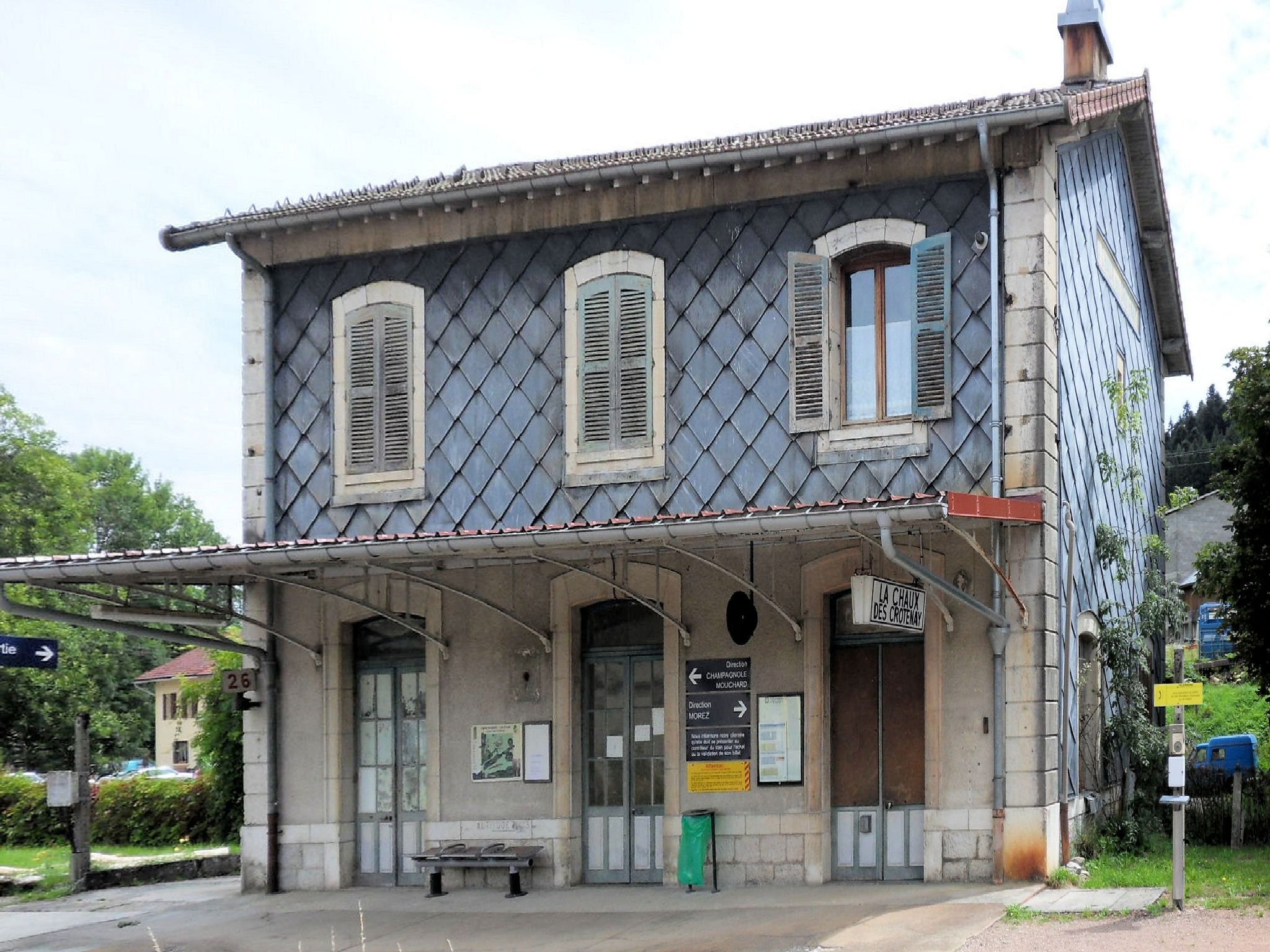
Gare.
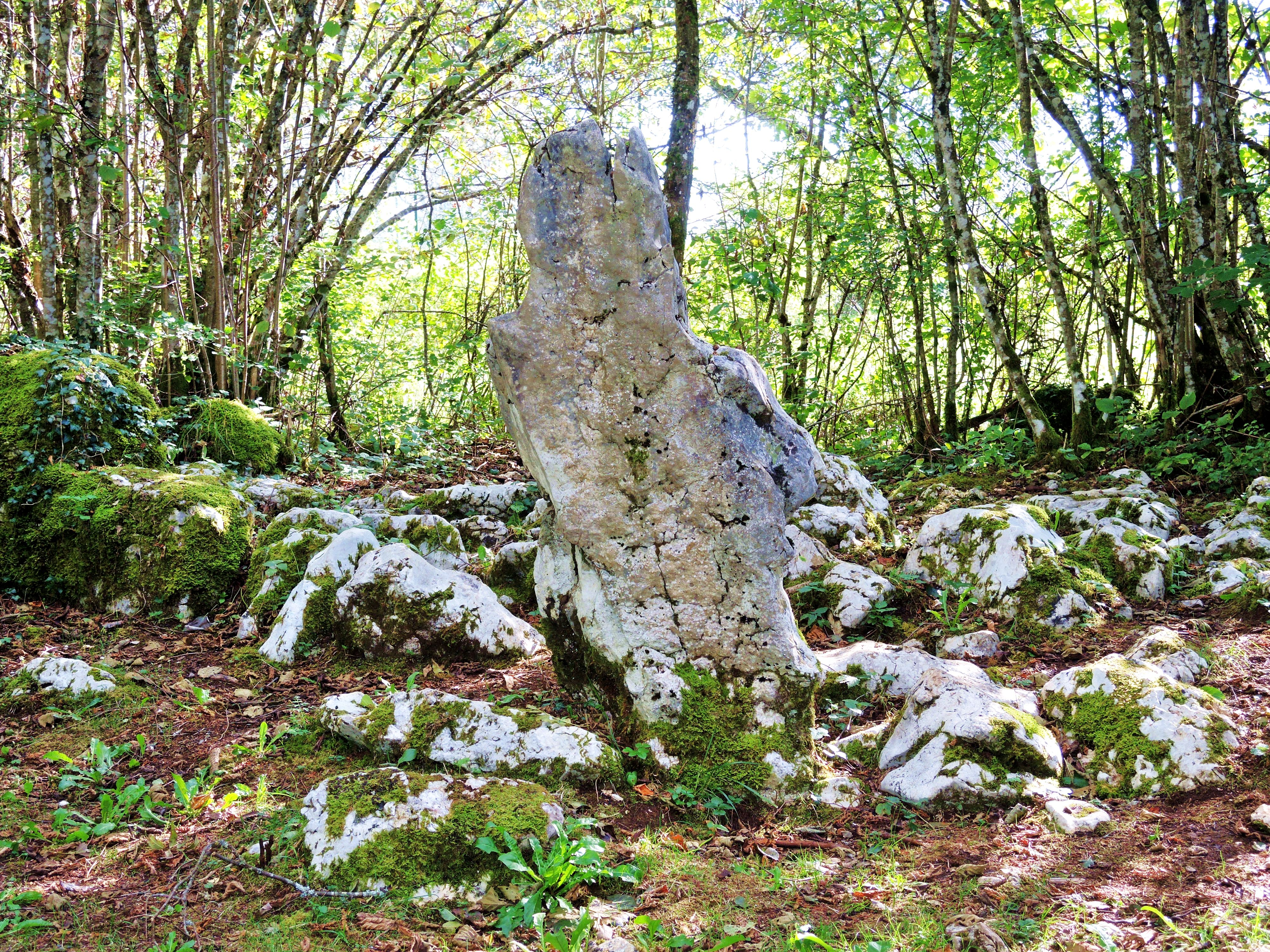
Menhir du Désert.

### Personnalités liées à la commune
- Jean de Poupet (1512-1564), militaire et diplomate au service de Charles Quint, seigneur de Chaux-des-Crotenay